# Печат кнеза Стројимира
Печат кнеза Стројимира, из друге половине 9—10. века, представља најстарији материјални доказ о постојању српске државе на Балканском полуострву. Израђен је од злата, купастог облика са алком на врху, висине 1,9 cm, пречника 1,35 cm и укупне масе од 15,46 g. На његовој предњој страни се налази двоструки крст у кругу перли, око кога је исписано: „Боже помози (исписано грчким писмом) Стројимиру (Строимир, исписано грчким писмом)“. Стројимир, који се на печату спомиње, идентификује се са истоименим средњим сином кнеза Властимира (око 830 — 851), који се сматра творцем српске државе, пошто је он први српски владар на Балканском полуострву о коме има неких података.
Подаци о самом Стројимиру су још оскуднији и своде се на спомињање у спису „О управљању Царством“ византијског цара Константина Порфирогенита (913—959), насталог средином 10. века. Из њих се може извући закључак да је он, као средњи Властимиров син, након очеве смрти једно време управљао делом државе као удеони кнез. Сам печат је за 16.000 (20.000 са провизијом) евра купљен 11. јула 2006. године на аукцији у Немачкој и данас се налази у сефу Историјског музеја Србије.

## Стројимир Властимировић
Стројимир је био средњи син кнеза Властимира, који је владао Кнежевином Србијом и успео да је одбрани од бугарских покушаја да је заузму. Након његове смрти, врховну власт је преузео његов најстарији син Мутимир (851—891), док су млађи синови Стројимир и Гојник добили делове државе на управу, као удеони кнезови. Бугари су покушали да искористе промену на српском престолу и поново су напали Србију. Међутим и овог пута њихов напад је одбијен здруженим снагама сва три брата, а о тежини њиховог пораза најбоље сведочи чињеница да је у борбама заробљен син бугарског кана Бориса (852—889) Владимир (889—893) са дванаест највећих великаша.
Односи међу браћом су се временом погоршали и дошло је до борбе око власти, из које је као победник изашао Мутимир. Он је узео сву власт за себе, док је млађу браћу са породицама послао у Бугарску као таоце, задржавши крај себе Гојниковог сина Петра (892—917). Током боравка у Бугарској, Стројимировог сина Клонимира је бугарски кан Борис оженио једном племенитом Бугарком и он је у браку са њом добио сина Часлава (927 — после 950), који ће касније постати највећи владар Првобитне Србије. Не зна се када је умро, али је то било сигурно пре 897. године, када је његов син Клонимир покушао да потисне Петра Гојниковића са власти.

## Порекло и време настанка печата
На основу натписа на печату, да се закључити да је припадао кнезу Стројимиру и да је настао у другој половини 9. века. Направљен је у некој од византијских царских златара у Солуну, Атини или Цариграду. Постојање печата само по себи доказује да је у ондашњој Србији постојала администрација, архива и придворска канцеларија које су карактерисале једну државу. Присуство двоструког крста на печату, указује на чињеницу да је његов наручилац био хришћанин, а Јанковић сматра да се на основу њега може претпоставити да су и његови преци били хришћани, што је противно досадашњем схватању да су српски кнезови примили хришћанство између 867. и 870. године, пошто се тада међу рођеним принчевима (млађи Мутимиров син Стефан и Гојников син Петар) по први пут јављају хришћанска имена.

## Контроверза
Археолог и историчар уметности др Радмило Петровић изнео је хипотезу, која није наишла на подршку у научној јавности, да је печат настао касније и да није направљен по налогу кнеза Стројимира, већ његовог унука Часлава који је њиме покушао да се одржи на власти и обнови срушену српску државу. Он полази од (нетачне) премисе да је Стројимирово име исписано старословенском ћирилицом, и указује на чињеницу да је Моравскопанонска мисија пропала тек Методијевом смрћу 885. године те да се тек након ње њихови ученици селе на југ и формирају центре словенске писмености у којима настаје ћирилица (она је 893. године прихваћена као званично писмо у Бугарској). На основу тога он сматра да је ћирилица у Србију могла стићи тек са Чаславом који је одрастао у Бугарској и обнављао разорену Србију уз подршку Византије, па је печат могао настати тек за његове владавине због тобожњег ћириличног натписа Строимір. Он овакав Часлављев потез оцењује покушајем да себи преко свог деде прибави легитимитет за владавину српском државом.

## Куповина
Печат кнеза Стројимира се појавио под бројем 281 на 150. аукцији немачке фирме „Горни и Мош“ која је одржана 11. јула 2006. године и на којој је било понуђено 734 објекта који су окарактерисани као Античка уметност. Пре аукцијске понуде, печат се налазио у једној приватној немачкој колекцији, тако да је немогуће утврдити његов пут. Свега три дана пре саме аукције, руске колеге су обавестиле доцента др Ђорђа Јанковића, шефа Катедре за националну археологију средњег века Филозофског факултета у Београду и председника Српског археолошког друштва, да печат постоји и да је понуђен на продају. Он је након тога о томе известио директора Историјског музеја Србије Андреја Вујновића, након чега су послали дописе председнику владе републике Србије Војиславу Коштуници и министру културе Драгану Којадиновићу, који је одмах о томе обавестио конзулат Србије у Минхену. Вицеконзул Србије Никола Марковић је успоставио контакт са аукцијском кућом и од њих је добио обавештење да су бугарски колекционари одмах понудили 15.000 евра за печат, али је он ипак изнет на аукцију пошто је српска страна показала заинтересованост, с тим што је његова почетна цена уместо прописаних 6.500 евра подигнута на 15.000 евра. На самој аукцији печат је достигао цену од 16.000 евра по којој је продат вицеконзулу Србије, а његова укупна цена са провизијом аукцијске куће је износила 20.000 евра.